# Веденяпина, Мария Александровна
Мари́я Алекса́ндровна Веденя́пина (род. 26 ноября 1957 года, Москва) — директор Российской государственной детской библиотеки, основатель и генеральный директор Некоммерческого фонда «Пушкинская библиотека» (до 2012 года). Заслуженный работник культуры Российской Федерации (2018). Лауреат Премии Президента Российской Федерации в области литературы и искусства за произведения для детей и юношества (2019).

## Биография
В 1981 году окончила Институт стран Азии и Африки-факультет Московского государственного университета имени М.В. Ломоносова по специальности референт-переводчик японского языка и историк-востоковед (история Японии). После окончания вуза до 1999 года работала во Всероссийской государственной библиотеке иностранной литературы имени М. И. Рудомино заведующей отделом комплектования и учета фондов ВГБИЛ.
В 1999 году основывает и является исполнительным директором Некоммерческого Фонда поддержки книгоиздания, образования и новых информационных технологий «Пушкинская библиотека», с 2002 года по 2012 год — генеральным директором фонда.
В апреле 2012 года назначена директором Федерального государственного бюджетного учреждения культуры Российская государственная детская библиотека.

### Общественная позиция
В марте 2014 года Веденяпина поддержала аннексию Крыма, подписала письмо президенту России Владимиру Путину в поддержку аннексии.

## Общественная деятельность
- Избиралась членом постоянного комитета секции «Чтение» Международной Федерации библиотечных ассоциаций и учреждений (ИФЛА).
- Инициатор и главный редактор библиотечного журнала «У книжной полки».[4]
- В 2012 году вошла в состав жюри литературной премии Русский Букер.
- Автор и руководитель проектов «Сельская библиотека», «Чтение», «Мобильное библиотечное обслуживание населения».[5]
- По инициативе Веденяпиной М.А. в 2012 году была основана Национальная электронная детская библиотека[6], проект Российской государственной детской библиотеки, занимающийся оцифровкой  редких детских книг, дореволюционных и советских журналов, диафильмов.[7]

## Награды
- Медаль ордена «За заслуги перед Отечеством» II степени, 2009
- Медаль Российской библиотечной ассоциации «За вклад в развитие библиотек», 2010
- Заслуженный работник культуры Российской Федерации, 2018 [8]
- Премия Президента Российской Федерации в области литературы и искусства за произведения для детей и юношества (2019) — «за вклад в развитие детского и юношеского чтения, популяризацию детской литературы»

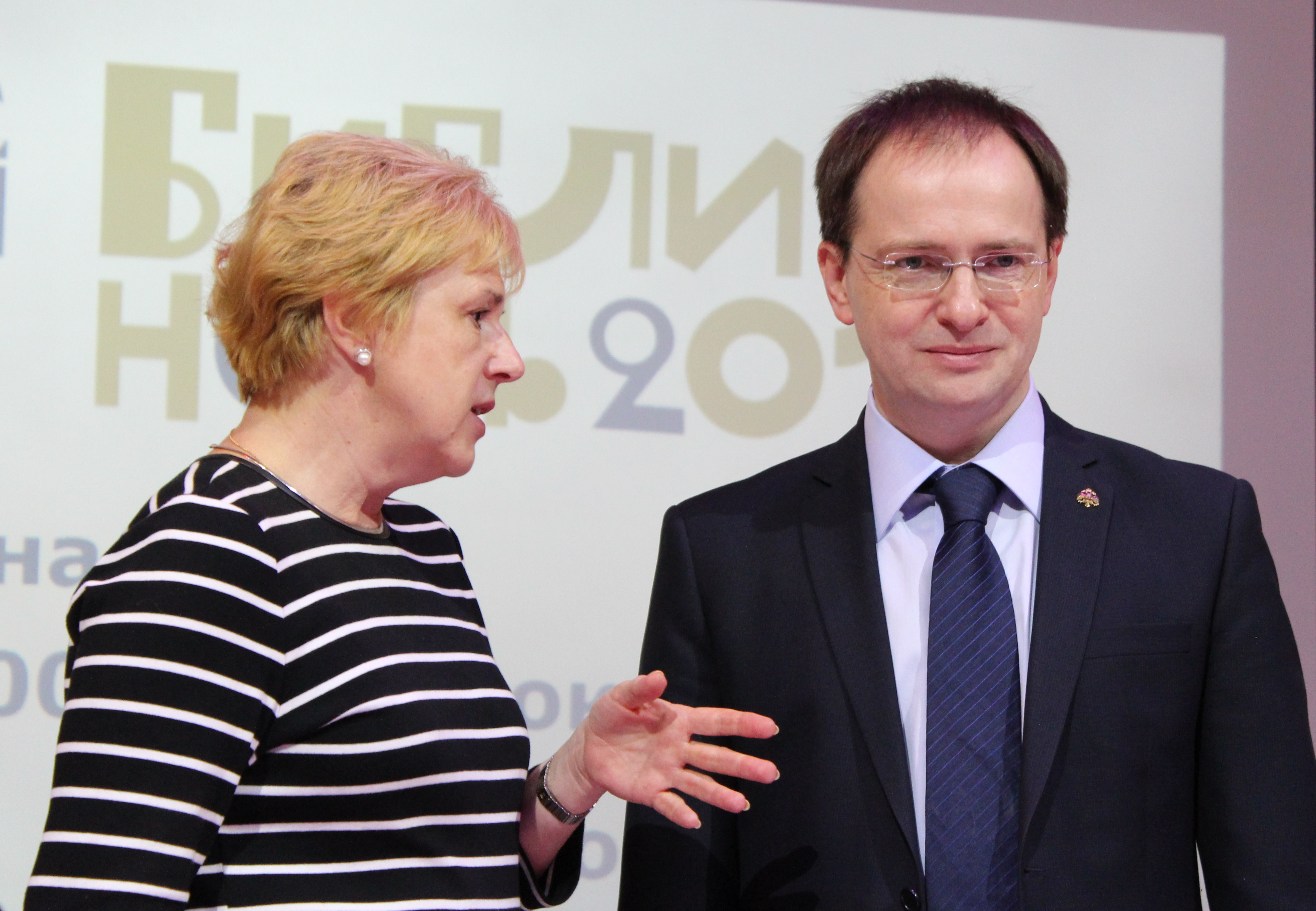
Министр культуры РФ Владимир Мединский и директор РГДБ Мария Веденяпина на открытии "Библионочь-2016" в РГДБ.
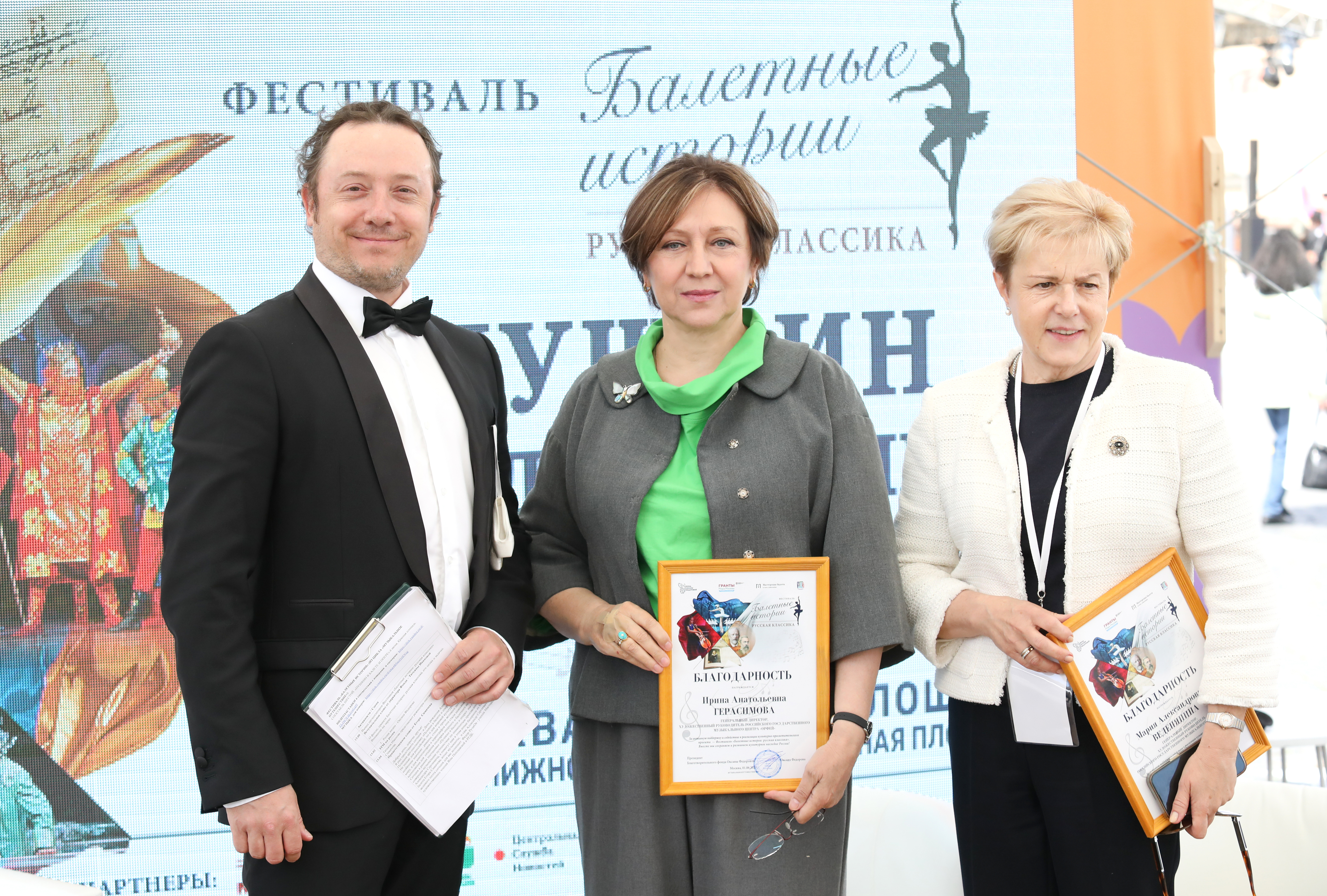
Егор Симачёв, Мария Веденяпина, Ирина Герасимова на книжном фестивале «Красная площадь» - 2023
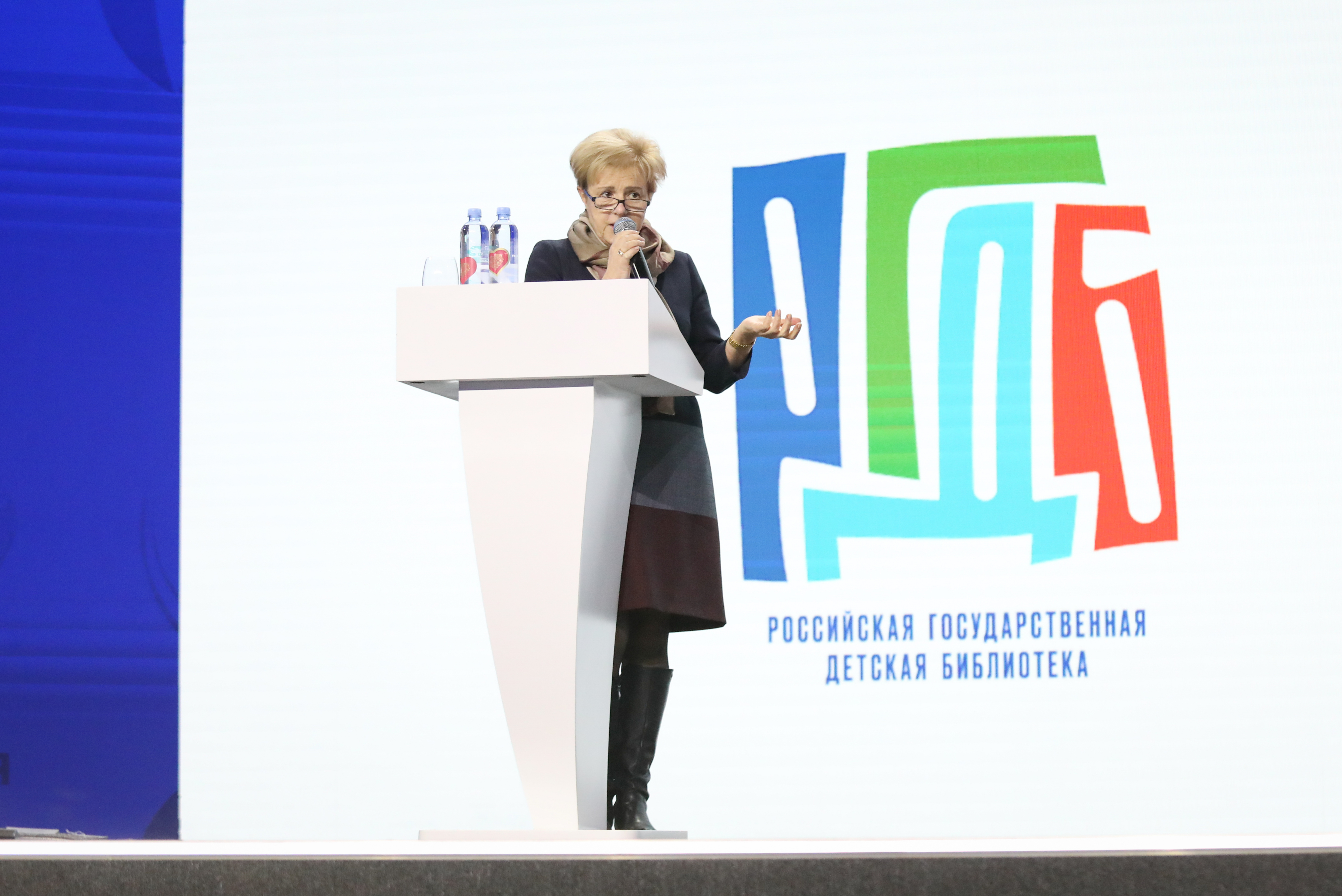
Мария Веденяпина на Международной выставке-форуме «Россия»